# 2019年乔治湾撞机事故
2019年5月13日，两架德哈维兰加拿大生产的水上飞机在美国阿拉斯加州乔治湾上空相撞，造成DHC-2型飞机上的飞行员和4名乘客全部死亡，而DHC-3型飞机上的飞行员实施了迫降，致1名乘客死亡，其余9名乘客受重伤，飞行员自身受轻伤。两架飞机事发时都在执行观光飞行。美国国家运输安全委员会正对此事展开调查。

## 航机相关
本次撞机事故的第一架飞机是德哈维兰DHC-2浣熊型水上飞机，于美国联邦航空管理局的注册编号为N952DB，由山脉航空拥有并运营；第二架飞机是德哈维兰DHC-3水獭型水上飞机，注册编号N959PA，由塔泉航空运营。事发时，两架飞机都在为公主邮轮公司邮轮的旅客在密丝缇·费厄兹国家纪念区执飞观光航班。两架飞机都没有、也都未被要求装载飞行记录仪。

## 事故过程
事故当日，两架飞机正返回克奇坎水上飞机基地，DHC-2型飞机正在海拔3,350英尺（1,020米）高处以107 kn（198 km/h）的航速飞行，DHC-3型飞机正从3,700英尺（1,100米）的高度降落，速度126 kn（233 km/h）。DHC-3型飞机装有广播式自动相关监视系统，但系统没给出任何警告。两架飞机于当地时间中午12:21在3,350英尺（1,020米）的高度相撞。
DHC-3飞机在相撞后以大约27度俯角向下俯冲，但机上的飞行员仍能部分控制飞机，避免飞机直接撞入水面。最后飞机以几乎拉平的姿态着陆在乔治湾，着陆时飞机剧烈震动，浮筒和机身分离。之后飞机迅速从破损处进水，逐渐下沉。在周围地面人员的帮助下，飞行员和9名乘客被救出，但一位坐在飞机右前方的女性乘客因重伤一动不动和飞机下沉，最终成为DHC-3飞机上唯一一名遇难者。DHC-3型飞机沉入24米深的水底。
DHC-2飞机在撞击后空中解体，残骸分布在DHC-3着陆地点西南约2.82千米处，其机身和尾翼以及客舱各个分离，右侧机翼受DHC-3的螺旋桨冲击而受损。机上的飞行员和所有4名乘客均遇难。

## 机上人员
DHC-2型飞机上的5名人员全部死亡。DHC-3型飞机上的飞行员执行迫降并仅受轻伤，10名乘客中有1人因伤势过重而死，其余9人受重伤；6名伤者被送往当地医院，另4名被转送到西雅图。直到事后第二天仍有两具遗体未被找到。

## 事后反应
由于涉事的DHC-2是山脉服务航空持有的唯一一架飞机，且遇难的飞行员是该航司唯一的飞行员和公司持有者，事故发生后，该公司暂停了所有业务。
5月20日，塔泉航空另一架DHC-2型飞机着陆时再次发生事故，机上2人全部死亡。塔泉航空因此于21日起取消了全部航班。在美国联邦航空管理局的监督下，塔泉航空于5月23日起重新运营货运业务，于5月31日起恢复客运业务，6月3日起按需恢复观光航班。